# Legge 11 febbraio 2005, n. 15
La legge 11 febbraio 2005, n. 15 ("Modifiche ed integrazioni alla legge 7 agosto 1990, n. 241/1990, concernenti norme generali sull'azione amministrativa") è una legge della Repubblica Italiana che ha modificato significativamente in diversi punti la legge 241/1990, che aveva rappresentato un evento fondamentale per l'attività della pubblica amministrazione e più in generale per il diritto amministrativo.

## Caratteristiche
La norma ha modificato significativamente in più punti la 241 del 1990, ma ha soprattutto posto un nuovo principio alla base dell'attività amministrativa della pubblica amministrazione, introducendo nel testo della L. 241/1990, dopo il comma 1 dell'articolo 1, il comma 1-bis, il quale stabilisce che: 
Con questo si vuole rafforzare il principio per il quale il rapporto tra amministrazione e cittadini debba essere, per quanto possibile, un rapporto di tipo paritario e collaborativo e non più solo autoritativo.
La legge è composta da 23 articoli, che si riferiscono quasi tutti alla 241/1990, ed è stata pubblicata nella Gazzetta Ufficiale numero 42 del 21 febbraio 2005.

## Principali novità introdotte
La legge ha introdotto significative modifiche nell'attività amministrativa:
- è stato semplificato il ricorso al meccanismo del silenzio/assenso per i privati, per i casi in cui le amministrazioni si dimostrino inadempienti;
- è stata rafforzata la figura del responsabile del procedimento amministrativo, prevedendo che l'organo competente per la firma del provvedimento finale, quando non voglia aderire alle risultanze prodotte dal responsabile, debba darne adeguata motivazione;
- con l'atto di notifica del procedimento amministrativo deve essere comunicata anche la data entro cui questo si deve concludere ed i rimedi che gli interessati possono adottare nel caso di inerzia dell'amministrazione;
- la possibilità di addivenire ad accordi sostitutivi tra privati e pubblica amministrazione, è stata generalizzata eliminando il riferimento per cui tali accordi erano praticabili solo nei casi previsti dalla legge;
- l'istituto della Conferenza di servizi è stato maggiormente definito, con l'intento di favorirne l'utilizzo;
- è stato definito in maniera positiva l'efficacia dell'atto amministrativo e l'esecutorietà dello stesso;
- allo stesso modo, per la prima volta è stata introdotta la nozione di nullità dell'atto amministrativo, ponendo fine alle lunghe dispute dottrinali al riguardo;
- è stata definita l'annullabilità amministrativa e all'interno di questa, l'annullabilità d'ufficio.